# Wahlkreis Wil
Der Wahlkreis Wil ist eine Verwaltungseinheit des Schweizer Kantons St. Gallen, die nach der neuen St. Galler Kantonsverfassung vom 10. Juni 2001 gebildet wurde. Er besteht aus den beiden früheren Bezirken Wil und Untertoggenburg (ohne Ganterschwil und Mogelsberg, die zum Wahlkreis Toggenburg kamen).

## Politik und Wirtschaft

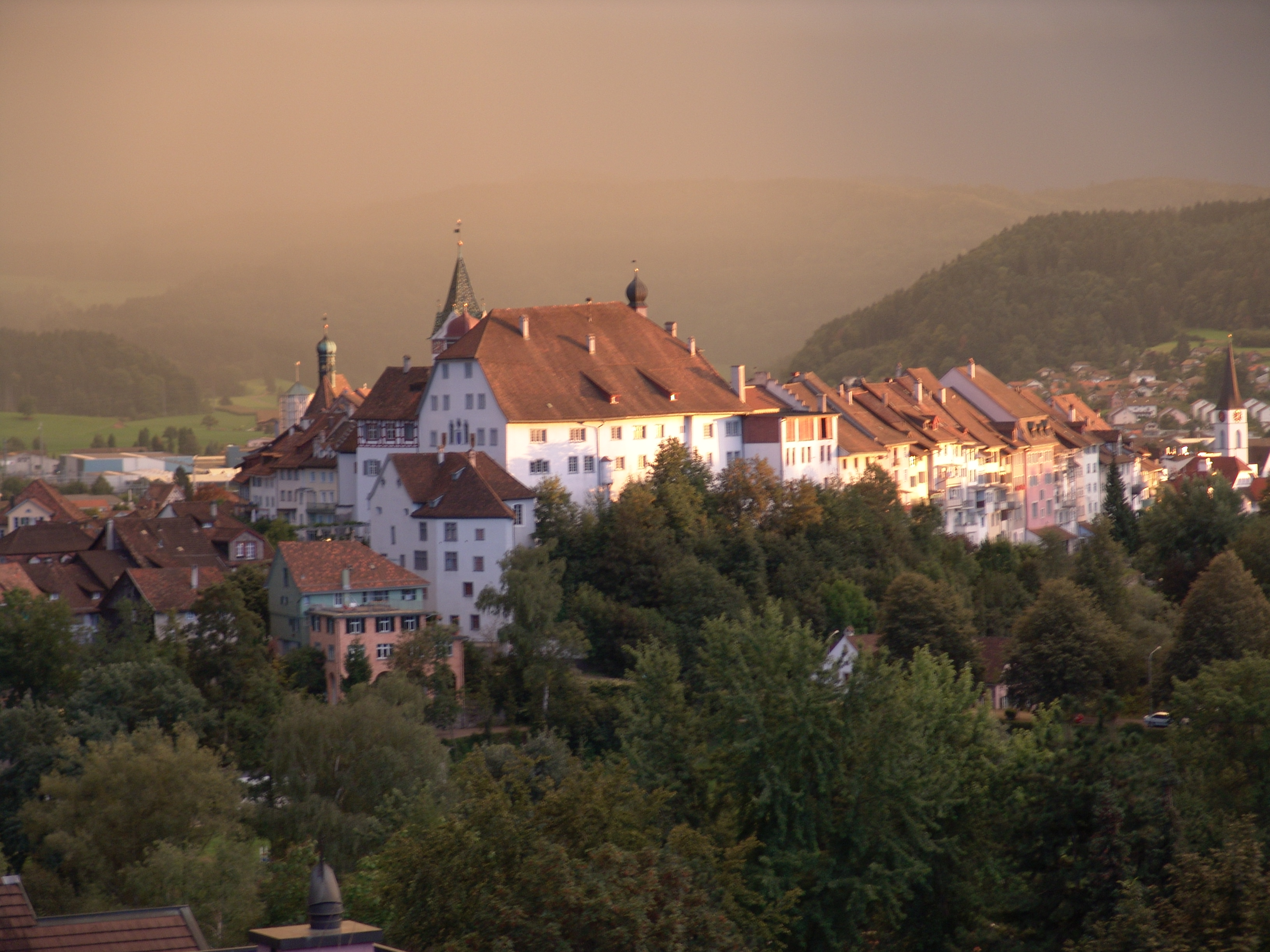
Der Hof in Wil, wo früher oft die Fürstäbte von St. Gallen residierten. Heute würde Wil gerne eine Zentrumsfunktion einnehmen, aber Degersheim und Flawil sind weit weg und der angrenzende Hinterthurgau gehört zum Nachbarkanton.

Politisch stehen sich die Gemeinden im Wahlkreis Wil nahe. Grösste Partei ist die Schweizerische Volkspartei (SVP). Sie erreichte 2016 genau 30 Prozent der Wählerstimmen, hat aber vier Jahre später an Stimmen verloren. Sie hat die CVP als stärkste Partei abgelöst. CVP, FDP und SP bewegen sich um rund 15 bis 20 Prozent. Die Grünen erreichen Anteile über 5 Prozent. Die Stadt Wil schert politisch nicht links aus wie die Kantonshauptstadt.
| Sitze im Kantonsrat (2024–2028)                                             |
| Insgesamt 18 Sitze - Grüne: 1 - SP: 2 - GLP: 1 - Mitte: 5 - FDP: 3 - SVP: 6 |

| Wahljahr                 | 2004 | 2008 | 2012 | 2016 | 2020 | 2024 |
| Grüne                    | 2    | 1    | 1    | 1    | 2    | 1    |
| SP                       | 5    | 2    | 3    | 3    | 2    | 2    |
| GLP                      |      |      | 1    |      | 1    | 1    |
| Die Mitte (bis 2020 CVP) | 8    | 5    | 4    | 4    | 5    | 5    |
| BDP                      |      |      | 1    |      |      |      |
| FDP                      | 5    | 4    | 3    | 4    | 3    | 3    |
| SVP                      | 7    | 6    | 5    | 6    | 5    | 6    |
| insgesamt                | 27   | 18   | 18   | 18   | 18   | 18   |

Für Degersheim und Flawil hat die Zugehörigkeit zum Wahlkreis Wil, obwohl sie nach St. Gallen orientiert sind, Vorteile, denn im Wahlkreis St. Gallen hätten sie nur wenig Gewicht.

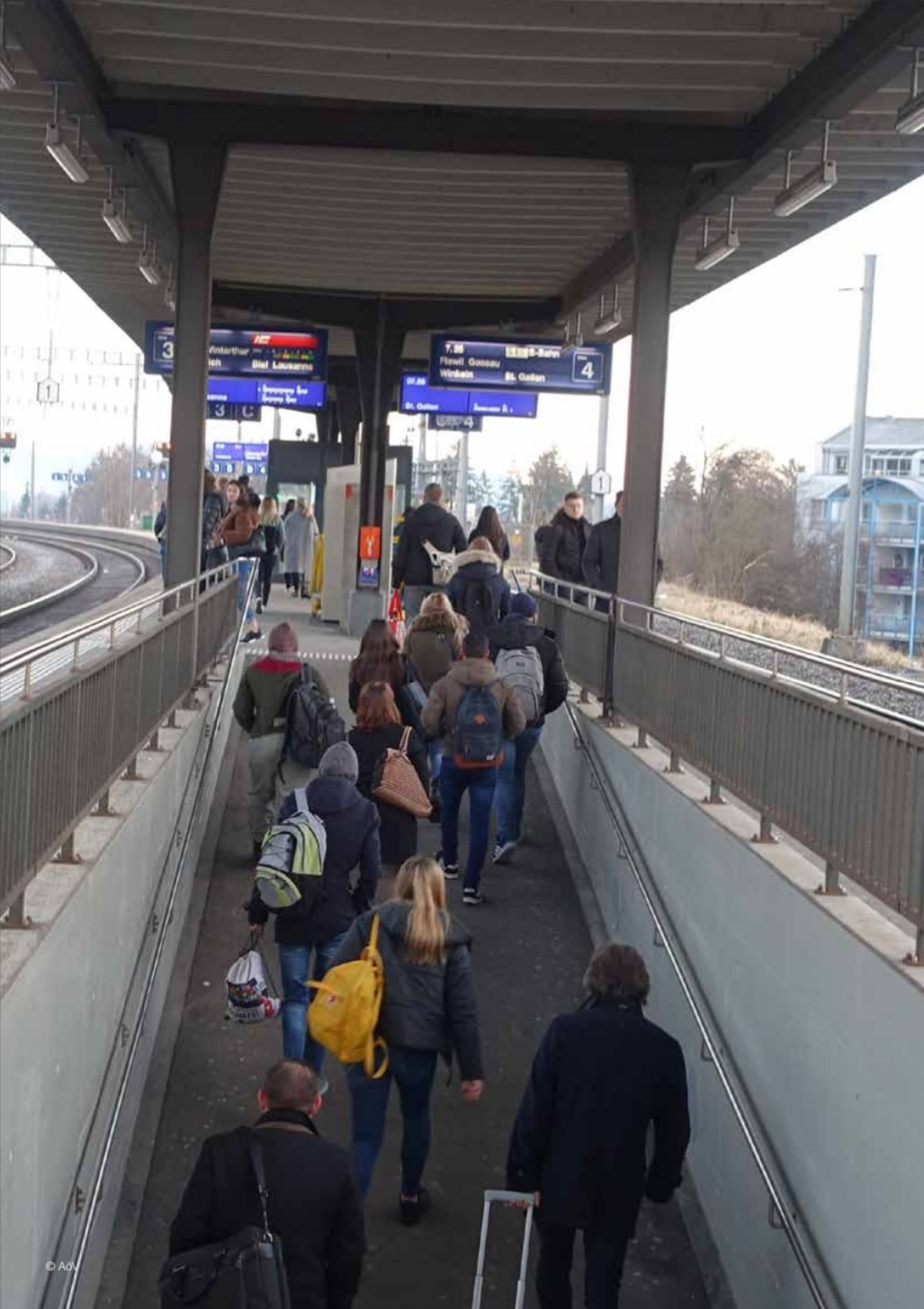
Bahnhof Uzwil. Viele Bewohner der Wahlkreises pendeln nach Zürich, Winterthur oder St. Gallen zur Arbeit.

In der Region Wil – zu der auch der Hinterthurgau zählt – sind im Alltag für Kultur und Wirtschaft die Kantonsgrenzen unbedeutend. Die Region Wil hat die Charta Metropolitanraum Bodensee unterzeichnet. Mit dem Projekt Wil West geht es hingegen nicht vorwärts.
Zwischen Münchwilen, Sirnach und Wil sollen in den nächsten Jahren 2000 bis 3000 Arbeitsplätze entstehen.
Wichtigster Arbeitgeber ist Bühler in Uzwil, aber auch Benninger (Uzwil), Stihl (Wil) und Maestrani (Flawil) sorgen für Zupendler. Sowohl in der Stadt Wil als auch in den Landgemeinden spielen Vereine eine grosse Rolle. Mit der FDP-Politikerin Karin Keller-Sutter stellt Wil ein Mitglied im Bundesrat.

## Politische Gliederung
Der Wahlkreis Wil umfasst seit dem 1. Januar 2013 folgende Gemeinden:
| Wappen             | Name der Gemeinde  | Einwohner (31. Dezember 2023) | Fläche in km² | Einw. pro km² |
| ------------------ | ------------------ | ----------------------------- | ------------- | ------------- |
| Degersheim         | Degersheim         | 4132                          | 14,48         | 285           |
| Flawil             | Flawil             | 10'631                        | 11,47         | 927           |
| Jonschwil          | Jonschwil          | 4023                          | 10,99         | 366           |
| Niederbüren        | Niederbüren        | 1497                          | 15,84         | 95            |
| Niederhelfenschwil | Niederhelfenschwil | 3256                          | 16,37         | 199           |
| Oberbüren          | Oberbüren          | 4660                          | 17,73         | 263           |
| Oberuzwil          | Oberuzwil          | 6674                          | 14,08         | 474           |
| Uzwil              | Uzwil              | 14'279                        | 14,49         | 985           |
| Wil                | Wil (SG)           | 24'980                        | 20,82         | 1200          |
| Zuzwil             | Zuzwil (SG)        | 5026                          | 8,97          | 560           |
| Total (10)         | Total (10)         | 79'158                        | 145,24        | 545           |

## Veränderungen im Gemeindebestand seit 2003

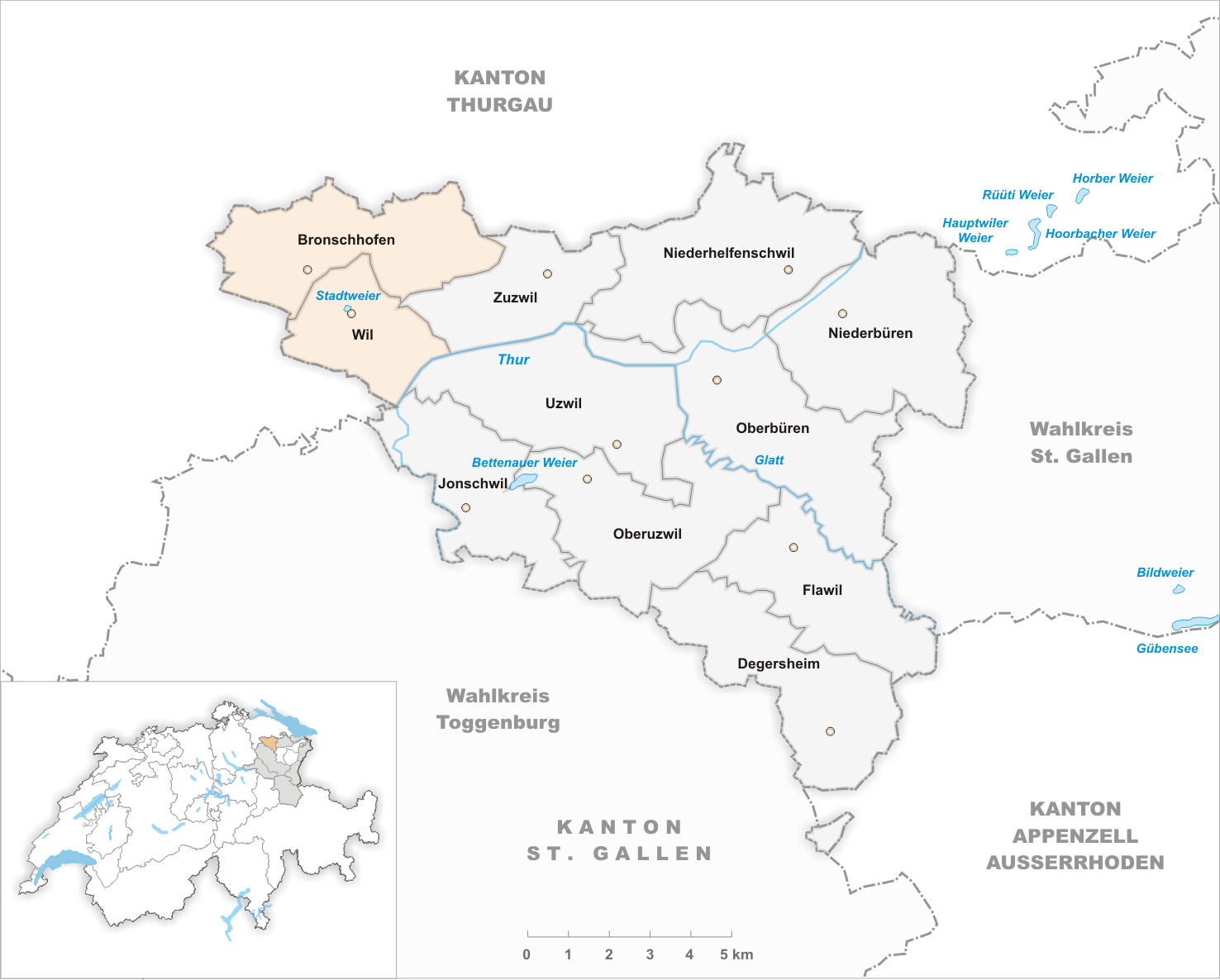
Gemeinden bis 2012

- 2013: Fusion Bronschhofen und Wil → Wil